# Palohlavy
Palohlavy (správněji Polohlavy, německy Halbehaupt či Polohlawi) je zaniklá obec v okrese Česká Lípa ve východní části bývalého vojenského prostoru Ralsko, kvůli jehož založení zanikla. Ležela asi 8 km severovýchodně od Kuřívod a asi 6,5 km jihozápadně od Osečné. Původní zabrané katastrální území bylo Palohlavy, současné je Náhlov v novodobém městě Ralsko.

## Popis

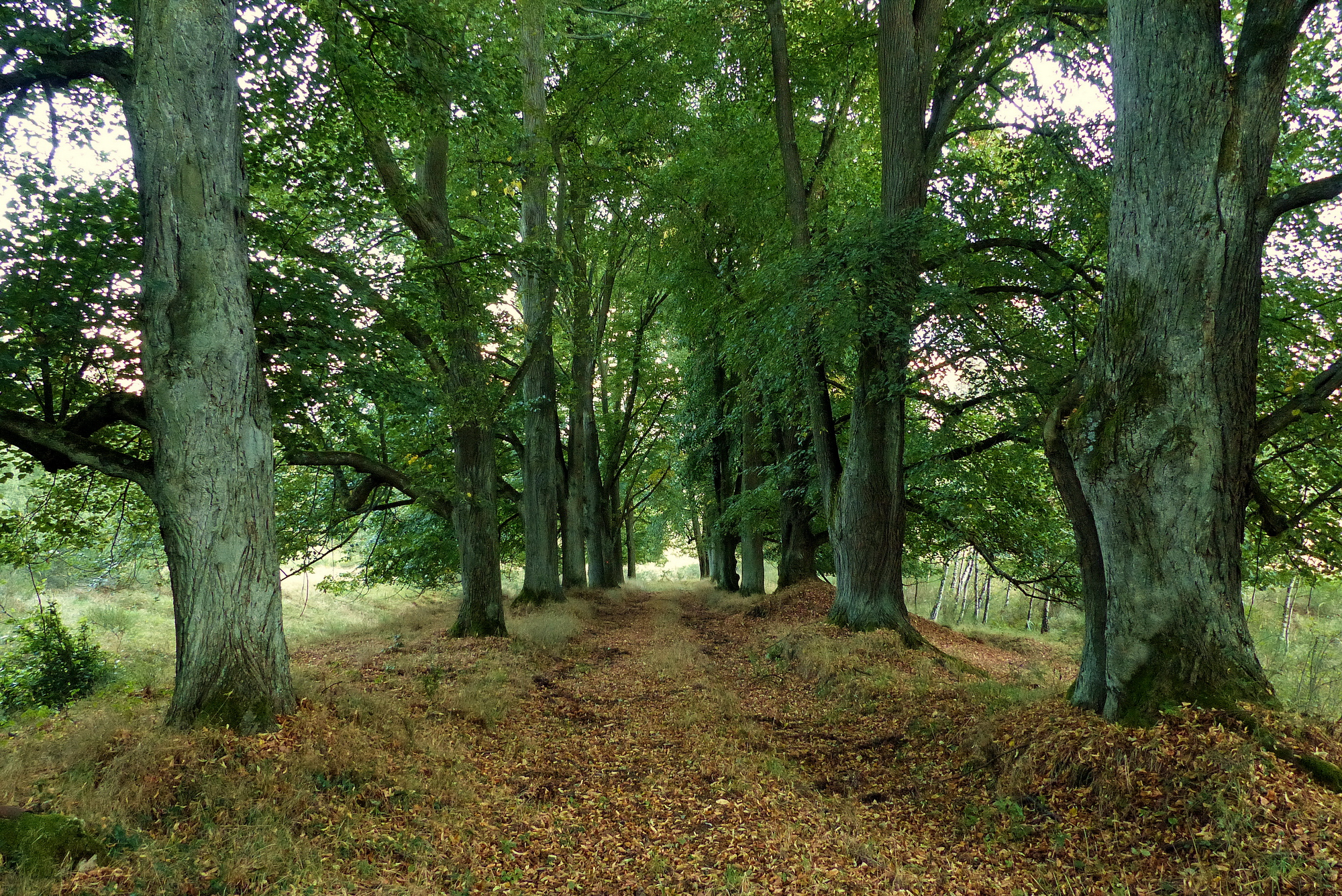
Stará lipová alej u hřbitova Palohlavy

Zaniklá obec leží asi 300 metrů od silnice ze zaniklé obce Olšina ke křižovatce cest do taktéž zaniklých Svébořic a Holiček. K Palohlavům, z této kdysi prašné cesty, odbočovala polní cesta. Bývalá obec je nyní uvnitř rozsáhlé obory Židlov.
Původ názvu obce je sporný a není jasné zda byl německý název počeštěn či tomu bylo naopak. Podle jedné teorie vznikl název z německého Halbe Hube (polovina daně), z čehož vzniklo Halbehaupt, což přeloženo do češtiny znamená polovina hlavy (čela) neboli české Polohlavy. To se patrně zkomolilo na Palohlavy. Podle druhé teorie jsou Palohlavy odvozeny od nepodařeného stětí hlavy, kdy kat uťal odsouzenci pouze polovinu hlavy.
Všechny stavby v bývalé obci jsou zničeny a patrné zůstávají jen základy zdí, sklepy, vybetonované nádrže na srážkovou vodu, žumpy a několik studní. Náves lze poznat jen těžko, nachází se vlevo od dnešní příjezdové cesty do vsi. Na návsi stávala škola, kaple svatého Prokopa, hostinec a památník padlým z první světové války. Zbyly po nich jen trosky porostlé náletovou vegetací. V obci byl vybudovaný systém sedmi rybníčků typu nebesář pro zadržování srážkové vody. Což je největší počet v Ralsku a dodnes se v nich drží voda. Díky tomu jsou Palohlavy významnou lokalitou bledulí. Na celém území zaniklé obce rostou staleté lípy a duby. Ovocné sady již nerodí.
Obec měla ve své blízkosti hřbitov, chodilo se k němu alejí starých lip 1 km na severovýchod do kopce. Dnes jsou jeho ruiny přístupné ze silnice Olšina - Dolní Novina. Do dnešních dnů se zachovaly zbytky náhrobků ležící povalené v trávě, ale většina jich je pod zeminou. Rostou zde staré akáty, zem je porostlá břečťanem a místo působí pietním dojmem.

## Historie

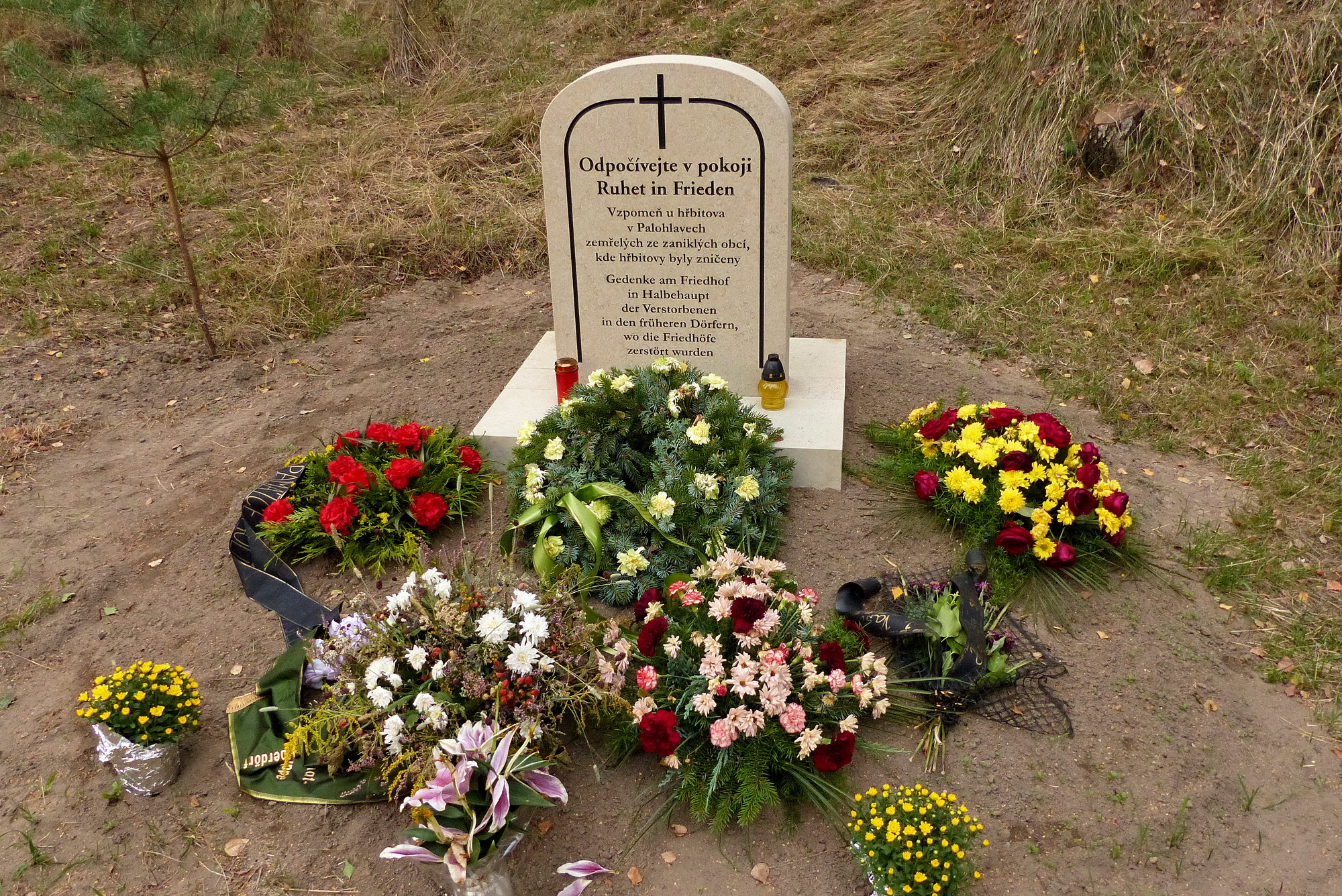
Pomník u hřbitova v Palohlavech

Stejně jako v okolních obcích měli problémy s vodou. V roce 1914 byl zřízen vodovod. Do té doby se voda získávala ze 2 veřejných a 11 soukromých studní.
V roce 1887 měly Palohlavy ještě 399 obyvatel. Toto číslo v důsledku útěků ze země dále klesalo. V roce 1921 zde bylo 59 domů, 263 obyvatel, z toho 30 Čechů a 233 Němců. Farou náleželi do Svébořic. Zdravotním obvodem náleží ke Kuřívodům. V obci Olšina (4,5 km) byla příslušná četnická stanice a pošta s telegrafem. Pokud chtěli obyvatelé Palohlav cestovat vlakem, museli jít 11,5 km do Mimoně.
Do správního obvodu Palohlav patřila i osada Zábělce (Sabelce) a několik samot, např. Krby (Kirbe).
Po odsunu německého obyvatelstva obec začala chátrat a nepodařilo se ji osídlit obyvateli z vnitrozemí. Definitivní zánik obce způsobilo založení vojenského prostoru Ralsko a jeho pozdější devastace sovětskou armádou. V roce 1990 byl vojenský prostor Ralsko zrušen, ale po armádě zůstalo značné zničené území s množstvím skládek a demolic.

## Památka
U silnice v místě zvaném Dědkův odpočinek nedaleko zničeného palohlavského hřbitova byl v roce 2015 postaven pomník jako vzpomínka na všechny obyvatele ze zaniklých obcí a hřbitovů Ralska. Vedle pomníku byla též současně vysazena lípa.